# Proves de relativitat especial
La relativitat especial és una teoria física que juga un paper fonamental en la descripció de tots els fenòmens físics, sempre que la gravitació no sigui significativa. Molts experiments van tenir (i encara tenen) un paper important en el seu desenvolupament i justificació. La força de la teoria rau en la seva capacitat única de predir correctament amb alta precisió el resultat d'una gamma extremadament diversa d'experiments. Molts d'aquests experiments encara es repeteixen amb una precisió cada cop més precisa, i els experiments moderns se centren en efectes com ara a escala de Planck i en el sector dels neutrins. Els seus resultats són consistents amb les prediccions de la relativitat especial. Jakob Laub, Zhang, Mattingly, Clifford Will, i Roberts/Schleif van presentar recopilacions de diverses proves.
La relativitat especial es limita a l'espai-temps pla, és a dir, a tots els fenòmens sense influència significativa de la gravitació. Aquest últim es troba en el domini de la relativitat general i s'han de considerar les proves corresponents de la relativitat general.

## Experiments que obren el camí cap a la relativitat
La teoria predominant de la llum al segle xix va ser la de l'èter luminífer, un medi estacionari en què la llum es propaga de manera anàloga a com es propaga el so per l'aire. Per analogia, es dedueix que la velocitat de la llum és constant en totes direccions en l'èter i és independent de la velocitat de la font. Així, un observador que es mou en relació amb l'èter ha de mesurar algun tipus de "vent d'èter", fins i tot com un observador que es mou en relació amb l'aire mesura un vent aparent.

### Experiments de primer ordre

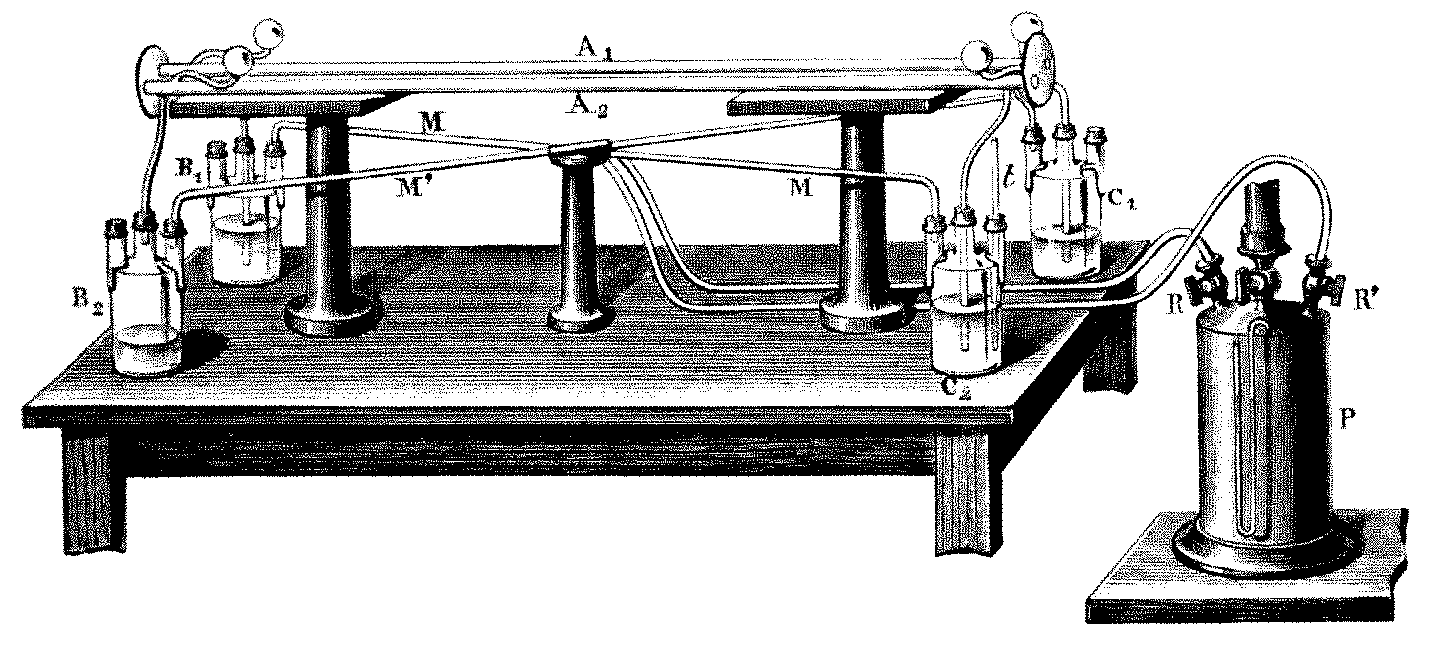
Experiment de Fizeau, 1851

Començant amb el treball de François Arago (1810), s'havia dut a terme una sèrie d'experiments òptics que haurien d'haver donat un resultat positiu per a magnituds de primer ordre en {\displaystyle v/c} (és a dir, de {\displaystyle (v/c)^{1}}) i que, per tant, hauria d'haver demostrat el moviment relatiu de l'èter. Tot i això, els resultats van ser negatius. Augustin Fresnel (1818) va proporcionar una explicació amb la introducció d'una hipòtesi auxiliar, l'anomenat "coeficient d'arrossegament", és a dir, que la matèria arrossega l'èter en petita mesura. Aquest coeficient va ser demostrat directament per l'experiment de Fizeau (1851). Més tard es va demostrar que tots els experiments òptics de primer ordre havien de donar un resultat negatiu a causa d'aquest coeficient. A més, es van dur a terme alguns experiments electroestàtics de primer ordre, que de nou van tenir resultats negatius. En general, Hendrik Lorentz (1892, 1895) va introduir diverses variables auxiliars noves per a observadors en moviment, demostrant per què tots els experiments òptics i electroestàtics de primer ordre han produït resultats nuls. Per exemple, Lorentz va proposar una variable de localització mitjançant la qual els camps electroestàtics es contrauen en la línia de moviment i una altra variable ("hora local") mitjançant la qual les coordenades temporals dels observadors en moviment depenen de la seva ubicació actual.

### Experiments de segon ordre

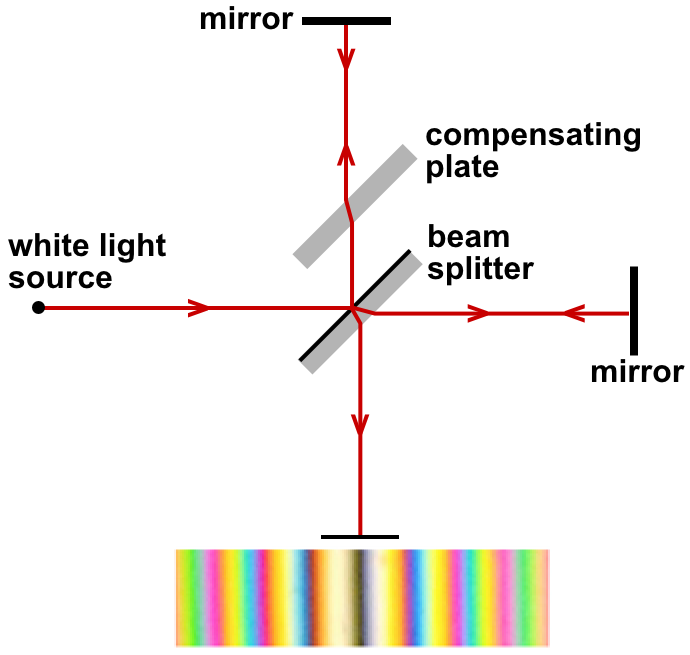
interferòmetre de Michelson-Morley

La teoria de l'èter estacionari, però, donaria resultats positius quan els experiments fossin prou precisos per mesurar magnituds de segon ordre en {\displaystyle v/c} (és a dir, de {\displaystyle (v/c)^{2}}). Albert A. Michelson va dur a terme el primer experiment d'aquest tipus el 1881, seguit de l'experiment més sofisticat de Michelson-Morley el 1887. Dos raigs de llum, que viatjaven durant un temps en direccions diferents, van interferir, de manera que les diferents orientacions relatives al vent d'èter haurien de provocar un desplaçament de les franges d'interferència. Però el resultat va tornar a ser negatiu. La sortida d'aquest dilema va ser la proposta de George Francis FitzGerald (1889) i Lorentz (1892) que la matèria es contrau en la línia de moviment respecte a l'èter (contracció de longitud). És a dir, la hipòtesi més antiga d'una contracció dels camps electroestàtics es va estendre a les forces intermoleculars. Tanmateix, com que no hi havia cap raó teòrica per a això, la hipòtesi de la contracció es va considerar ad hoc.
A més de l'experiment òptic de Michelson-Morley, també es va dur a terme el seu equivalent electrodinàmic, l'experiment de Trouton-Noble. Amb això s'hauria de demostrar que un condensador en moviment ha d'estar sotmès a un parell de tracció. A més, els experiments de Rayleigh i Brace pretenien mesurar algunes conseqüències de la contracció de la longitud en el marc de referència del laboratori, per exemple la suposició que conduiria a la birefringència. Tot i que tots aquests experiments van donar resultats negatius. (L' experiment de Trouton-Rankine dut a terme el 1908 també va donar un resultat negatiu en mesurar la influència de la contracció de la longitud en una bobina electromagnètica.)
Per explicar tots els experiments realitzats abans de 1904, Lorentz es va veure obligat a ampliar de nou la seva teoria introduint la transformació completa de Lorentz. Henri Poincaré va declarar el 1905 que la impossibilitat de demostrar el moviment absolut (principi de relativitat) és aparentment una llei de la natura.

### Refutacions de l'arrossegament complet de l'èter

La màquina d'èter de Lodge. Els discs d'acer tenien una iarda de diàmetre. La llum blanca es va dividir mitjançant un divisor de feix i va recórrer tres vegades l'aparell abans de reunir-se per formar franges.

La idea que l'èter pogués ser arrossegat completament dins o a la rodalia de la Terra, cosa que explicaria els experiments de deriva negativa de l'èter, va ser refutada per diversos experiments.
- Oliver Lodge (1893) va descobrir que els discs d'acer que giraven ràpidament per sobre i per sota d'una disposició interferomètrica de trajectòria comuna sensible no produïen un desplaçament de franges mesurable.
- Gustaf Hammar (1935) no va trobar cap evidència d'arrossegament d'èter utilitzant un interferòmetre de camí comú, un braç del qual estava envoltat per un tub de paret gruixuda tapat amb plom, mentre que l'altre braç estava lliure.
- L'efecte Sagnac va demostrar que el vent d'èter causat per l'arrossegament terrestre no es pot demostrar.
- L'existència de l'aberració de la llum era inconsistent amb la hipòtesi de l'arrossegament de l'èter.
- La suposició que l'arrossegament de l'èter és proporcional a la massa i, per tant, només es produeix respecte a la Terra en conjunt va ser refutada per l'experiment de Michelson-Gale-Pearson, que va demostrar l'efecte Sagnac a través del moviment de la Terra.

Lodge va expressar la situació paradoxal en què es trobaven els físics de la següent manera: "...a cap velocitat practicable... la matèria [té] cap adherència viscosa apreciable sobre l'èter. Els àtoms han de ser capaços de fer-lo vibrar, si oscil·len o giren a una velocitat suficient; en cas contrari, no emetrien llum ni cap tipus de radiació; però en cap cas semblen arrossegar-lo o trobar resistència en cap moviment uniforme a través d'ell."

## Relativitat especial

### Visió general
Finalment, Albert Einstein (1905) va arribar a la conclusió que les teories i els fets establerts coneguts en aquell moment només formen un sistema lògic coherent quan els conceptes d'espai i temps se sotmeten a una revisió fonamental. Per exemple:
- Electrodinàmica de Maxwell-Lorentz (independència de la velocitat de la llum respecte a la velocitat de la font),
- els experiments de deriva negativa de l'èter (sense marc de referència preferit),
- Problema d'imant en moviment i conductor (només el moviment relatiu és rellevant),
- l'experiment de Fizeau i l'aberració de la llum (ambdós impliquen una addició de velocitat modificada i cap arrossegament complet de l'èter).

El resultat és la teoria de la relativitat especial, que es basa en la constància de la velocitat de la llum en tots els sistemes de referència inercials i en el principi de la relativitat. Aquí, la transformació de Lorentz ja no és una mera col·lecció d'hipòtesis auxiliars, sinó que reflecteix una simetria fonamental de Lorentz i forma la base de teories reeixides com l'electrodinàmica quàntica. Hi ha un gran nombre de possibles proves de les prediccions i del segon postulat:
| Principi de relativitat | Constància de la velocitat de la llum | Dilatació del temps |
| --- | --- | --- |
| Cap observador en moviment uniforme en un sistema de referència inercial no pot determinar el seu estat de moviment "absolut" mitjançant un arranjament experimental en comòbil.                   | En tots els sistemes de referència inercials, la velocitat mesurada de la llum és igual en totes direccions (isotropia), independent de la velocitat de la font, i no pot ser assolida per cossos massius. | La velocitat d'un rellotge C (= qualsevol procés periòdic) que viatja entre dos rellotges sincronitzats A i B en repòs en un sistema de referència inercial es retarda respecte als dos rellotges. |
| També es poden mesurar altres efectes relativistes com la contracció de la longitud, l'efecte Doppler, l'aberració i les prediccions experimentals de teories relativistes com el Model Estàndard. | | |

### Experiments fonamentals

L'experiment Kennedy – Thorndike

Els efectes de la relativitat especial es poden derivar fenomenològicament dels tres experiments fonamentals següents:
- Experiment de Michelson-Morley, mitjançant el qual es pot comprovar la dependència de la velocitat de la llum respecte a la direcció del dispositiu de mesura. Estableix la relació entre les longituds longitudinals i transversals dels cossos en moviment.
- Experiment Kennedy-Thorndike, mitjançant el qual es pot comprovar la dependència de la velocitat de la llum respecte a la velocitat del dispositiu de mesura. Estableix la relació entre les longituds longitudinals i la durada dels cossos en moviment.
- Experiment d'Ives-Stilwell, mitjançant el qual es pot comprovar directament la dilatació del temps.

D'aquests tres experiments i utilitzant la sincronització de Poincaré-Einstein, es dedueix la transformació completa de Lorentz, amb {\textstyle \gamma =1/{\sqrt {1-v^{2}/c^{2}}}} sent el factor de Lorentz: {\displaystyle x'=\gamma (x-vt),\ y'=y,\ z'=z,\ t'=\gamma \left(t-{\frac {vx}{c^{2}}}\right)}A més de la derivació de la transformació de Lorentz, la combinació d'aquests experiments també és important perquè es poden interpretar de maneres diferents quan es veuen individualment. Per exemple, els experiments d'isotropia com els de Michelson-Morley es poden veure com una simple conseqüència del principi de la relativitat, segons el qual qualsevol observador en moviment inercial pot considerar-se en repòs. Per tant, per si sol, l'experiment MM és compatible amb teories galileanes-invariants com la teoria de l'emissió o la hipòtesi completa de l'arrossegament de l'èter, que també contenen algun tipus de principi de relativitat. Tanmateix, quan es consideren altres experiments que exclouen les teories galileanes invariants ( és a dir, l'experiment d'Ives-Stilwell, diverses refutacions de les teories d'emissió i refutacions de l'arrossegament complet de l'èter), les teories invariants de Lorentz i, per tant, la relativitat especial són les úniques teories que romanen viables.

### Constància de la velocitat de la llum

#### Interferòmetres, ressonadors

Experiment de Michelson-Morley amb ressonadors òptics criogènics d'una forma com la que van utilitzar Müller et al. (2003), vegeu Experiments recents amb ressonadors òptics

S'han dut a terme variants modernes dels experiments de Michelson-Morley i Kennedy-Thorndike per tal de comprovar la isotropia de la velocitat de la llum. Contràriament a Michelson-Morley, els experiments de Kennedy-Thorndike utilitzen diferents longituds de braç i les avaluacions duren diversos mesos. D'aquesta manera, es pot observar la influència de les diferents velocitats durant l'òrbita de la Terra al voltant del Sol. S'usen ressonadors làser, màser i òptics, cosa que redueix la possibilitat de qualsevol anisotropia de la velocitat de la llum al nivell de 10−17. A més de les proves terrestres, també s'han dut a terme experiments de mesurament de distància amb làser lunar com a variació de l'experiment Kennedy-Thorndike.

#### Sense dependència de la velocitat o l'energia de la font

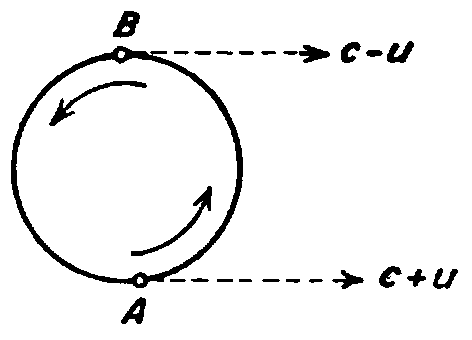
L'experiment de l'estrella doble de De Sitter, repetit posteriorment per Brecher considerant el teorema d'extinció.

Les teories d'emissió, segons les quals la velocitat de la llum depèn de la velocitat de la font, poden explicar concebiblement el resultat negatiu dels experiments de deriva de l'èter. No va ser fins a mitjan dècada de 1960 que la constància de la velocitat de la llum es va demostrar definitivament mitjançant experiments, ja que el 1965, JG Fox va demostrar que els efectes del teorema d'extinció feien que els resultats de tots els experiments anteriors a aquell moment fossin inconclusos i, per tant, compatibles tant amb la relativitat especial com amb la teoria de l'emissió.  Experiments més recents han descartat definitivament el model d'emissió: els primers van ser els de Filippas i Fox (1964), utilitzant fonts mòbils de raigs gamma, i Alväger et al. (1964), que van demostrar que els fotons no adquirien la velocitat dels mesons de desintegració d'alta velocitat que eren la seva font. A més, l'experiment de la doble estrella de De Sitter (1913) va ser repetit per Brecher (1977) considerant el teorema d'extinció, descartant també una dependència de la font.

#### Velocitat unidireccional de la llum
Es va dur a terme una sèrie de mesures unidireccionals, totes elles confirmant la isotropia de la velocitat de la llum. Tanmateix, només es pot mesurar sense ambigüitats la velocitat bidireccional de la llum (de A a B i de tornada a A), ja que la velocitat unidireccional depèn de la definició de simultaneïtat i, per tant, del mètode de sincronització. La convenció de sincronització d'Einstein fa que la velocitat unidireccional sigui igual a la velocitat bidireccional. No obstant això, hi ha molts models que tenen una velocitat de la llum isotròpica bidireccional, en què la velocitat unidireccional és anisotròpica escollint diferents esquemes de sincronització. Són experimentalment equivalents a la relativitat especial perquè tots aquests models inclouen efectes com la dilatació del temps dels rellotges en moviment, que compensen qualsevol anisotropia mesurable. Tanmateix, de tots els models que tenen velocitat isotròpica bidireccional, només la relativitat especial és acceptable per a la gran majoria de físics, ja que totes les altres sincronitzacions són molt més complicades, i aquests altres models (com la teoria de l'èter de Lorentz) es basen en suposicions extremes i inversemblants sobre alguns efectes dinàmics, que tenen com a objectiu ocultar el "marca preferida" de l'observació.

### Isotropia de massa, energia i espai

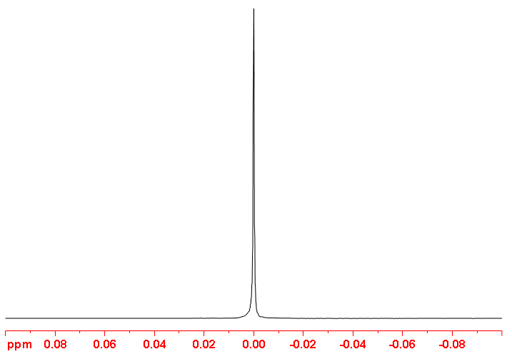
^{7} Espectre de RMN de Li de LiCl (1M) en _{D2O}. La línia de RMN nítida i no dividida d'aquest isòtop del liti és una prova de la isotropia de la massa i l'espai.

Els experiments de comparació de rellotges (els processos periòdics i les freqüències es poden considerar com a rellotges), com ara els experiments de Hughes-Drever, proporcionen proves rigoroses de la invariància de Lorentz. No es limiten al sector fotònic com Michelson-Morley, sinó que determinen directament qualsevol anisotropia de massa, energia o espai mesurant l'estat fonamental dels nuclis. S'ha proporcionat un límit superior d'aquestes anisotropies de 10−33 GeV. Així doncs, aquests experiments es troben entre les verificacions més precises de la invariància de Lorentz mai realitzades.

Experiment d'Ives – Stilwell (1938)).)

## Dilatació del temps i contracció de la longitud

Muntatge experimental de Bucherer per mesurar la càrrega específica e/m dels electrons β ^{−} en funció de la seva velocitat v/c. (Secció transversal a través de l'eix d'un condensador circular amb una font beta al centre, formant un angle α respecte al camp magnètic H)

L'efecte Doppler transversal i, en conseqüència, la dilatació del temps es va observar directament per primera vegada a l'experiment d'Ives-Stilwell (1938). En experiments moderns d'Ives-Stilwell en anells d'emmagatzematge d'ions pesants utilitzant espectroscòpia saturada, la desviació màxima mesurada de la dilatació del temps respecte a la predicció relativista s'ha limitat a ≤ 10−8. Altres confirmacions de la dilatació del temps inclouen experiments amb rotor de Mössbauer en què es van enviar raigs gamma des del centre d'un disc giratori fins a un receptor a la vora del disc, de manera que l'efecte Doppler transversal es pot avaluar mitjançant l'efecte Mössbauer. Mesurant la vida útil dels muons a l'atmosfera i als acceleradors de partícules, també es va verificar la dilatació del temps de les partícules en moviment. D'altra banda, l'experiment de Hafele-Keating va confirmar la resolució de la paradoxa dels bessons, és a dir, que un rellotge que es mou de A a B i torna a A té un retard respecte al rellotge inicial. Tanmateix, en aquest experiment els efectes de la relativitat general també hi juguen un paper essencial.

## Moment i energia relativistes
A partir de 1901, es va dur a terme una sèrie de mesures destinades a demostrar la dependència de la massa dels electrons amb la velocitat. Els resultats van mostrar aquesta dependència, però la precisió necessària per distingir entre teories concurrents va ser discutida durant molt de temps. Finalment, va ser possible descartar definitivament tots els models competidors excepte la relativitat especial.

## Sagnac i Fizeau

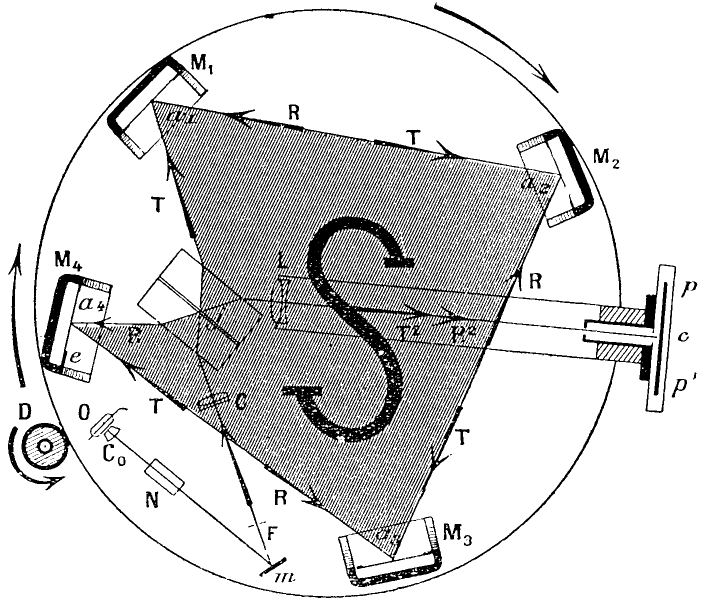
Interferòmetre Sagnac original

La relativitat especial també prediu que dos raigs de llum que viatgen en direccions oposades al voltant d'una trajectòria tancada giratòria (per exemple, un bucle) requereixen temps de vol diferents per tornar a l'emissor/receptor en moviment (això és una conseqüència de la independència de la velocitat de la llum respecte a la velocitat de la font, vegeu més amunt). Aquest efecte es va observar realment i s'anomena efecte Sagnac. Actualment, la consideració d'aquest efecte és necessària per a molts muntatges experimentals i per al correcte funcionament del GPS.